# Las Corraletas
Las Corraletas är en ort i Mexiko.   Den ligger i kommunen Tequisquiapan och delstaten Querétaro Arteaga, i den centrala delen av landet, 150 km nordväst om huvudstaden Mexico City. Las Corraletas ligger 1 926 meter över havet och antalet invånare är 133.
Terrängen runt Las Corraletas är kuperad söderut, men norrut är den platt. Runt Las Corraletas är det ganska tätbefolkat, med 149 invånare per kvadratkilometer. Närmaste större samhälle är San Juan del Río, 15,5 km sydväst om Las Corraletas. I omgivningarna runt Las Corraletas växer huvudsakligen savannskog.